# مایو کیبی شرقی
مایو کیبی شرقی (به عربی: منطقة مایو کیبی الشرقی) یکی از منطقه‌های کشور چاد است. مایو کیبی شرقی ۷۷۴٬۷۸۲ نفر جمعیت دارد.